# San Lorenzo (Nicarágua)
San Lorenzo é um município da Nicarágua, situado no departamento de Boaco. Tem 560 km² de área e sua população em 2020 foi estimada em 26.461 habitantes.